# Montefino
Montefino este o comună din provincia Teramo, regiunea Abruzzo, Italia.
Populația comunei este de 1.184 de locuitori (2001).

## Demografie
Montefino - evoluția demografică

|  | Graficele sunt indisponibile din cauza unor probleme tehnice. Mai multe informații se găsesc la Phabricator și la wiki-ul MediaWiki. |

Date: Recensăminte sau birourile de statistică - grafică realizată de Wikipedia